# Effluents laitiers
 (mars 2024).
Si vous disposez d'ouvrages ou d'articles de référence ou si vous connaissez des sites web de qualité traitant du thème abordé ici, merci de compléter l'article en donnant les références utiles à sa vérifiabilité et en les liant à la section « Notes et références ».
Les effluents laitiers sont composés du lactosérum et des eaux blanches.
Le lactosérum représente un volume équivalent à 90 % du volume de lait transformé et les eaux blanches 2,5 fois le volume de lait. 
| Type d'effluent                    | pH        | Volume produit par litre de lait | DCO (g/L) | DCO/DBO5  |
| ---------------------------------- | --------- | -------------------------------- | --------- | --------- |
| Eaux blanches                      | 5,5 à 6,2 | 3 à 4                            | 2 à 3     | 1,3 à 1,4 |
| Lactosérum                         | 4,3       | 0,75                             | 50 à 70   | 1,5       |
| Mélange eaux blanches + lactosérum | 4 à 4,5   | 4 à 5                            | 10 à 12   | 1,7 à 1,8 |
| Eaux usées domestiques             | 7 à 8     | 150 litres par eq/hab            | 0,8       | 1,9       |